# Maevia nigrifrontis
Maevia nigrifrontis är en spindelart som beskrevs av Saito 1939. Maevia nigrifrontis ingår i släktet Maevia och familjen hoppspindlar. Inga underarter finns listade i Catalogue of Life.